# Кадіого
Кадіого (фр. Kadiogo) — одна з 45 провінцій Буркіна-Фасо. Знаходиться в Центральному регіоні, столиця провінції — Уагадугу. Площа Кадіого — 2805 км².
Населення станом на 2006 рік — 1 523 980 осіб.

## Адміністративний поділ
Кадіого підрозділяється на 7 департаментів.